# Бургштайн
Бургштайн (нем. Burgstein) — бывшая коммуна в немецкой федеральной земле Саксония. С 1 января 2011 года входит в состав общины Вайшлиц.
Подчиняется земельной дирекции Хемниц и входит в состав района Фогтланд. Население составляет 2010 человек (на 31 декабря 2006 года). Занимает площадь 57,90 км². Официальный код был  14 1 78 100.
Коммуна подразделялась на 15 сельских округов.